# Caroline Costa
Caroline Costa (Moissac; 9 de mayo de 1996) es una cantante y presentadora francesa. Es conocida por concursar en los concurso Europeo de talentos. Su primer debut en la música fue a los 6 años interpretando la canción Aimer, Sistema de Pop y La France a un incroyable talent.

## Biografía

### Carrera
Caroline Costa nació el 9 de mayo de 1996 en Moissac, Francia. Ella creció en la ciudad de Casterlsarrasin, en la cual vivió rodeada de su madre Lorenza, su padre Joaquín y su hermana mayor Lucie . 
En sus primeros años, se sintió conmovida por una gran pasión por la música y comenzó a cantar. Ella entró en una escuela de música a tomar lecciones de canto, y apareció en el escenario para la primera vez a los 6 años en una gala organizada por una asociación para la donación de órganos, donde interpretó la canción «Aimer».
Caroline también participó en la preselección del Festival de Eurovisión Junior.
Ella fue invitada a unirse a la Big Bang, la Orquesta de Jazz con la que actuó en varias occasions.She también participó en varios concursos de canto y, la mayor parte del tiempo, ella ganó.
Varios artistas invitados Carolina para abrir sus shows: Patxi, Patrick Fiori, Michal, Hoda, Anne-Laure Sibon, etc.
Caroline fue elegido para formar parte del grupo «Sistema de Pop» en un casting organizado por la IAPIAP programa de televisión en la cadena francesa Canal J . Su promotor no fue otro que el cantante francés M. Pokora. El grupo realiza en diferentes etapas, así como espectáculos diferentes de televisión en el canal.
Un profesor de Voz privado ha estado dando lecciones a Carolina en el último año y medio.
Después de varias clases de canto y actuaciones exitosas, participó en Talento Incroyable, un concurso de talentos emitido en el canal de televisión francés M6 los jueves. terminado 2 º de los más de 3.000 concursantes .
Para ella, cantar significa muchas cosas: para encontrar la felicidad y florecer a través de su pasión. Sus referencias musicales son Christina Aguilera, Alicia Keys y Céline Dion.
Su sueño no es convertirse en una «estrella», pero para ser una estrella que brilla en los ojos de todos. Ella está feliz de estar viviendo en este «mundo de las hadas», como ella dice, el mundo de la música.
Gracias a su Voz melodiosa, que ha adquirido cierto reconocimiento en el mundo artístico. Ella se ha visto en Internet por los miles de visitantes de su MySpace, y en los programas nacionales de televisión en Francia.
Su familia la  ha alentado y apoyado, ya que ella decidió convertirse en cantante.

### Carrera en solitario
Ella comenzó su carrera musical en solitario en 2009. En 2009, ella hizo un dúo con el actor adolescente / cantante de pop español Abraham Mateo para una en español Cubierta de Badfinger 's " Without You "(que fue un gran éxito cuando está cubierto por Harry Nilsson en 1971, y luego por Mariah Carey en 1994) y tuvo muchas apariciones en televisiónes y fue vuelto a aparecer en  100% Mag . En septiembre del mismo año, fue parte de un lanzamiento del álbum de caridad para la organización benéfica francesa SIDA AIDES, trabajar con artistas famosos como Daniel Powter, Fabian Lara y Christophe Willem ..
Su primer sencillo en solitario lanzado en Francia fue "Qui je suis" en diciembre de 2010. El EP incluye además de "Qui je suis", una versión instrumental de la misma canción, también "secreto Mon" y un cover de Rihanna "Take a Bow"
En diciembre de 2011 su sencillo "Je t'ai menti" fue lanzado en dúo con el artista sueco próxima Ulrik Munther junto a un video musical que fue transmitido por primera vez en NRJ Hits. La canción es una Francés versión de "Matar a mentiras", una famosa canción de Ulrik Munther. Este fue un prelanzamiento de su álbum debut  J'irai , publicado el 5 de marzo de 2012.

## Presentadora de TV
Ella empezó a presentar el programa de la televisión francesa  Los niños de 20  en el canal de los niños franceses Télétoon+.

## Show Musical
Desde 2012, está participando en el famoso espectáculo musical francés, "Robin Hood". Ella interpreta el papel de Bedelia, la hija del sheriff, que se enamoran con Adrien, el hijo de Robin. El elenco de la comedia musical se compone de Matt Pokora, Stephanie Bedard, Caroline Costa, Sacha Tran, Dume, Nyco Lilliu y Marc Antoine.
Hicieron muchos espectáculos en París antes de ir en otras ciudades francesas, en Bélgica y en Suiza.
El espectáculo es un gran éxito en Francia, Bélgica y Suiza.
El elenco ganó un "NRJ Music Awards" a la mejor banda del año.

## En la cultura popular
- El 9 de julio de 2011, ella apareció en la popular aventura televisión francesa y juegos muestran  Fort Boyard  en el canal Francia 2. A los 15 años, ella es la participante más joven en el programa.[5]
- El 21 de diciembre de 2011, participó además de muchos otros artistas en La France un talento ONU incroyable le rappel  (una mirada retrospectiva sobre lo más destacado de los participantes anteriores) y cantó "Ave María"por Beyoncé Knowles.[cita requerida]

## Discografía
"J'irai" (2012)

### En la banda Sistema de Pop
- "Laissez nous dire" (2007)

### Como solista
- "Qui je suis" (2010)
- "Je t'ai menti" (2011)

(Caroline Costa & Ulrik Munther)
- "On a beau dire" (2012)

### Colaboraciones
- "Je t'ai menti" (con Ulrik Munther, 2011)
- "Without You" (con Abraham Mateo, 2009)